# Mondgestein

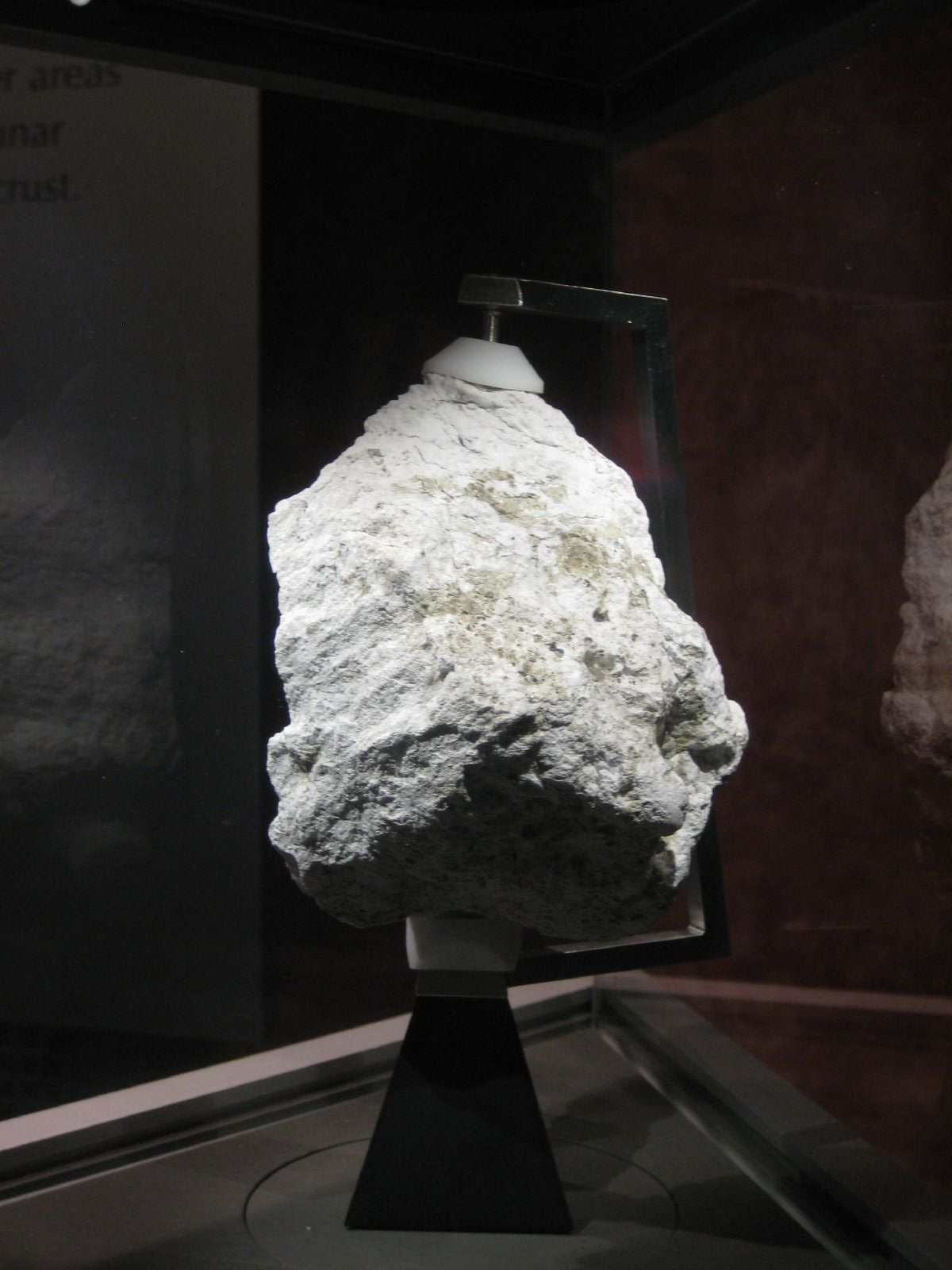
Apollo-Probe #60025, aufgesammelt durch Apollo 16 und gegenwärtig im National Museum of Natural History in Washington, D. C., ausgestellt.

Mondgestein ist Gestein, das auf dem Mond (Erdmond) entstanden ist. Der Begriff wird ebenso für andere Materialien gebraucht, die während der Erkundung des Mondes aufgesammelt wurden.

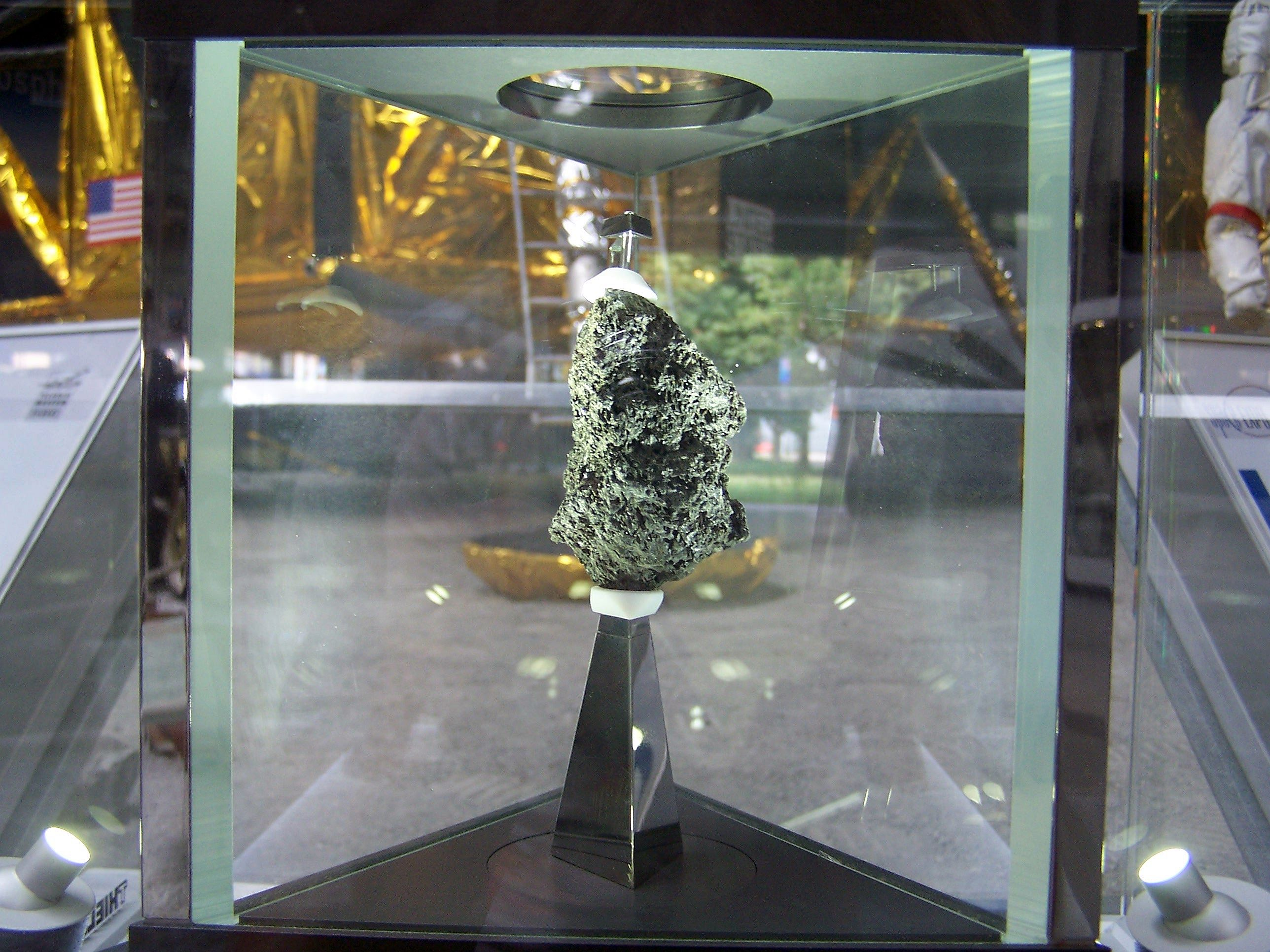
3,34 Milliarden Jahre altes Mondgestein von Apollo 15 im Technik-Museum Speyer

## Herkunft
Gegenwärtig gibt es vier Quellen für Mondgestein auf der Erde:
1. die durch die amerikanischen Apollo-Missionen gesammelten Gesteine,
2. Proben, die von sowjetischen Luna-Missionen zur Erde gebracht wurden,
3. Proben, die von der chinesischen Chang’e-5-Mission mitgebracht wurden, und
4. Gesteine, die auf natürliche Weise durch Impakte aus der Oberfläche des Mondes geschleudert wurden und als Meteorite auf die Erde fielen.

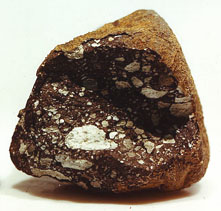
Der erste nachgewiesene Mondmeteorit Allan Hills 81005 aus der Antarktis.

Während der sechs Apollo-Exkursionen wurden 2415 Proben mit einem Gesamtgewicht von 382 kg gesammelt, das meiste davon durch Apollo 15, 16 und 17. Die drei Luna-Sonden brachten weitere 326 g Material zurück. 1731 g Mondstaub- und Gesteinsproben wurden durch die Chang´e-5-Mission zurückbefördert. Mehr als 90 Mondmeteoriten wurden bis 2006 auf der Erde gefunden, insgesamt mehr als 30 kg Material.
Im Apollo-Programm wurde Mondgestein mit einer Vielzahl von Werkzeugen gesammelt, einschließlich Hämmern, Rechen, Schaufeln, Zangen und Erdbohrern. Die meisten dieser Stücke wurden vor dem Einsammeln fotografiert, um ihren Fundzustand festzuhalten. Sie wurden in Tüten verpackt und dann in einem speziellen Behälter (Special Environmental Sample Container) beim Rückflug zur Erde aufbewahrt, um sie vor Kontaminationen zu schützen. Mit 11,7 Kilogramm stellt Big Muley die schwerste von Apollo zur Erde zurückgebrachte Mondgesteinsprobe dar.
Etwas Mondstaub wurde angeblich auch von einem Hasselblad-Mitarbeiter gesammelt, der die von den Astronauten verwendeten Kameras nach den Apollo-Missionen reinigte.
| Mond- mission | Proben- menge | Jahr |
| ------------- | ------------- | ---- |
| Apollo 11     | 22 kg         | 1969 |
| Apollo 12     | 34 kg         | 1969 |
| Luna 16       | 0,101 kg      | 1970 |
| Apollo 14     | 43 kg         | 1971 |
| Apollo 15     | 77 kg         | 1971 |
| Luna 20       | 0,055 kg      | 1972 |
| Apollo 16     | 95 kg         | 1972 |
| Apollo 17     | 111 kg        | 1972 |
| Luna 24       | 0,170 kg      | 1976 |
| Chang’e 5     | 1,731 kg      | 2020 |

## Eigenschaften
Insgesamt gesehen sind die auf dem Mond gesammelten Gesteine sehr alt im Vergleich zu Gesteinen, die auf der Erde gefunden werden, wie mit Hilfe von radiometrischen Datierungsmethoden festgestellt werden konnte. Selbst das jüngste ist noch älter als alle auf der Erde vorkommenden Gesteine. Die Altersspanne reicht dabei von 3,2 Milliarden Jahren für die Basalt-Proben aus den Maria bis zu 4,6 Milliarden Jahren in den Terrae, sie stellen daher Proben aus einer sehr frühen Periode des Sonnensystems dar.
Die Gesteine verfügen über Charakteristika, die den Gesteinen auf der Erde sehr ähnlich sind, insbesondere was den Gehalt an Sauerstoff-Isotopen angeht. Allerdings findet man recht wenig Eisen in den Mondgesteinen, und sie sind auch arm an flüchtigen Elementen wie Kalium und Natrium. 
Im Mondgestein wurden drei neue Minerale gefunden: Armalcolit, Tranquillityit und Pyroxferroit.
Die Altersbestimmung von etwa 50 aufgeschmolzenen Gesteinsproben des Apollo-Programms 1969–1972 ergaben starke Hinweise auf eine Häufung großer Einschläge vor 4 bis 3,8 Milliarden Jahren („Großes Bombardement“), als deren Folge die meisten Mondmeere entstanden.

### Wassergehalt
Lange wurde angenommen, dass Mondgestein kein Wasser enthält. 2008 wurden in Gesteinsproben aus den Apollo-Missionen erstmals geringe Konzentrationen Wasser nachgewiesen. Das Vorkommen von Wasser wurde 2010 durch die LCROSS-Mission der NASA bestätigt. Es kommt in Form von Eiskristallen vor. 2020 wurde durch das SOFIA-Teleskop erstmals Wasser in von der Sonne beschienenen Regionen des Mondes nachgewiesen. Statt der 2008 detektierten minimalen Konzentration von unter 50 ppm konnten hier Konzentration zwischen 100 und 412 ppm erfasst werden. Die 2023 gestartete Mission Chandrayaan-3 untersucht unter anderem, ob das Eis an den Mondpolen ausreichend ist, um den Mond permanent bewohnbar zu machen.

## Wert
Mondgestein, das während der Erforschung des Mondes gesammelt wurde, wird gegenwärtig als unbezahlbar angesehen. 1993 wurden drei kleine, von Luna 16 mitgebrachte Fragmente, die 0,2 g wogen, für 442.500 Dollar verkauft. Im Jahr 2002 wurde ein Safe aus dem Lunar Sample Building gestohlen, der winzige Stücke Material vom Mond und Mars enthielt. Diese Stücke wurden wiedergefunden und 2003 von der NASA für das Gerichtsverfahren auf einen Wert von 1 Million Dollar für 285 g Material geschätzt. Mondgestein in Form von Meteoriten wird unter privaten Sammlern oft verkauft und getauscht, allerdings ebenfalls zu hohen Preisen.

## Aufbewahrung

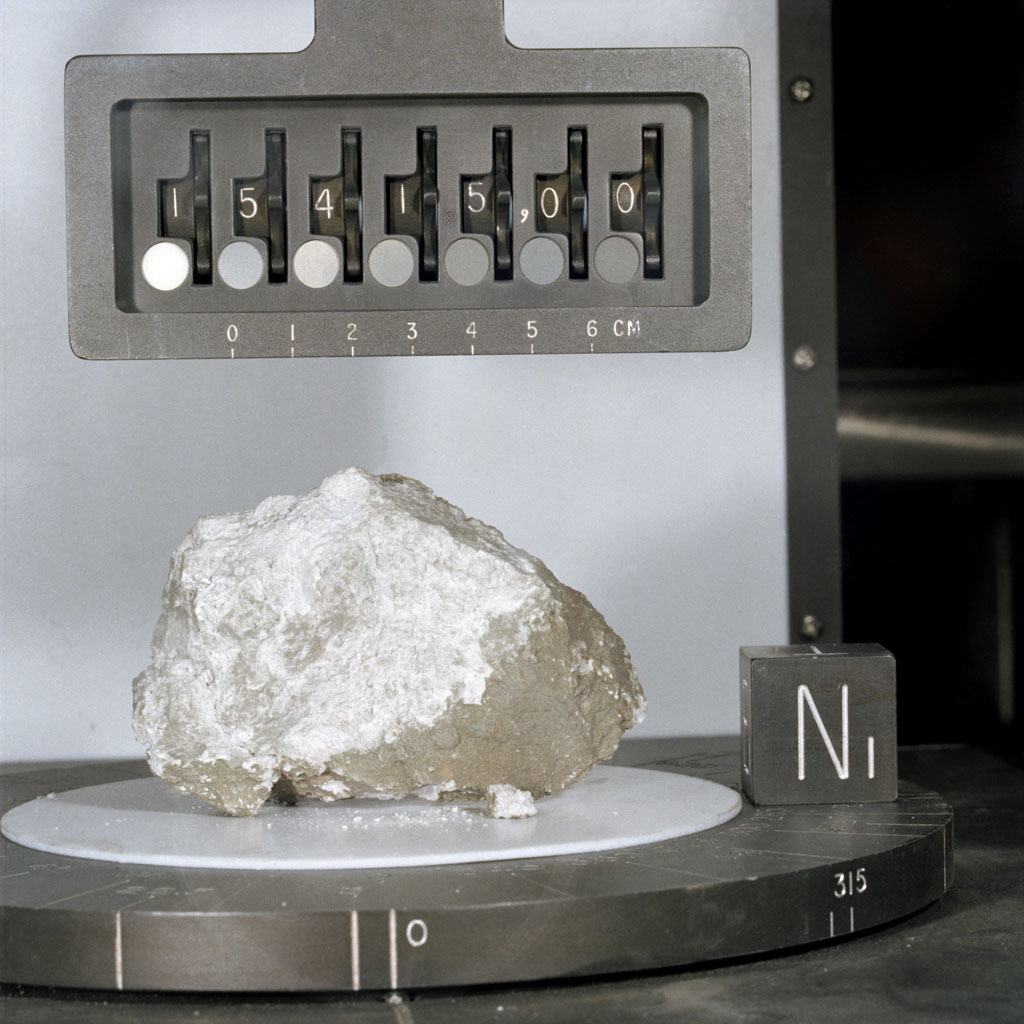
Genesis Rock, der von Apollo 15 mitgebracht wurde.

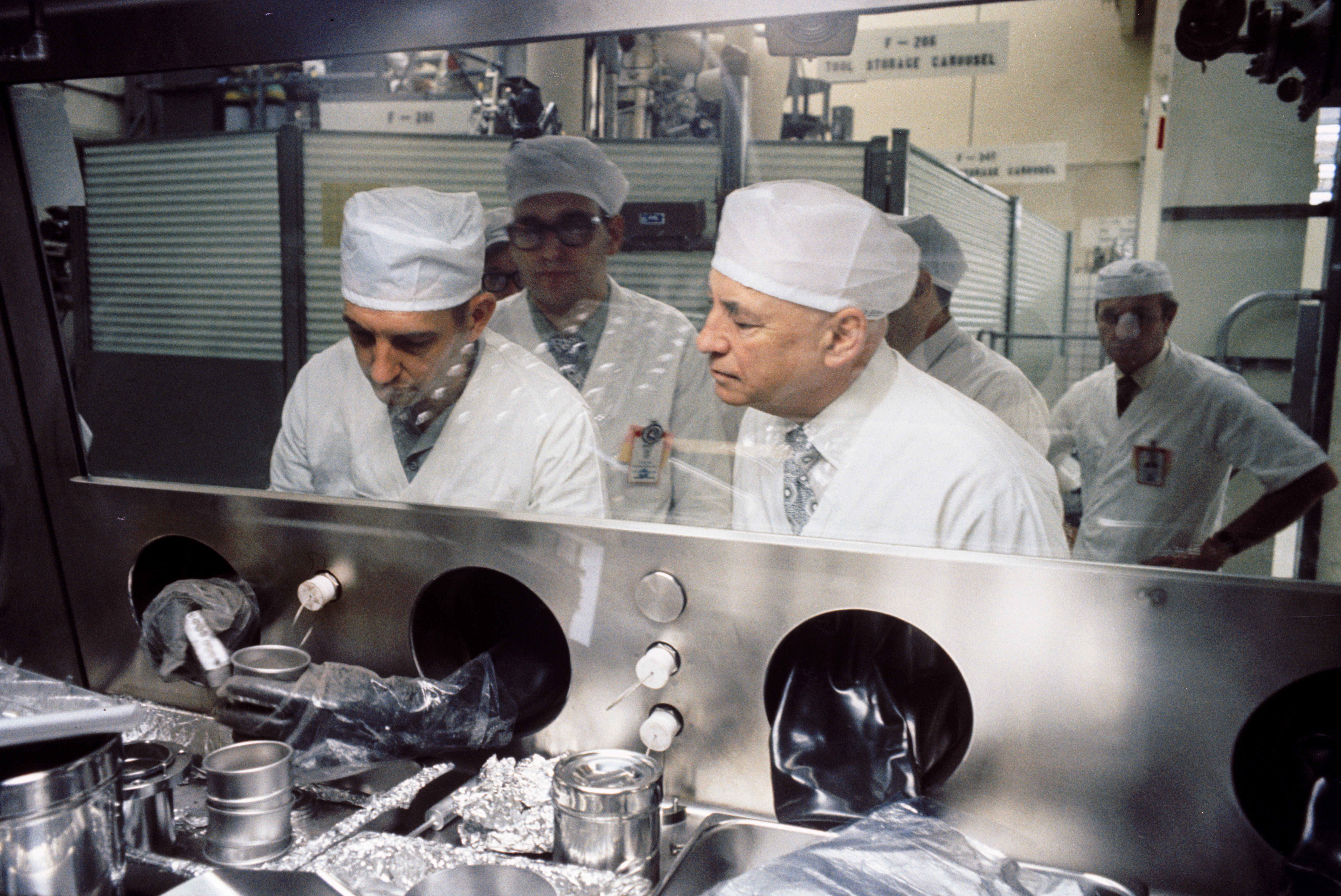
Untersuchung einer Mondgesteinsprobe von Apollo 17.

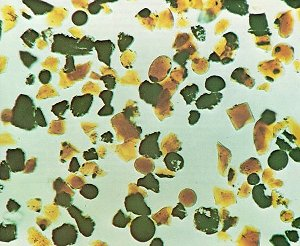
Oranger Boden, mitgebracht von Apollo 17.

Der Hauptaufbewahrungsort des Apollo-Mondgesteins ist das Lunar Sample Building am Lyndon B. Johnson Space Center in Houston, Texas. Nach Aussagen der NASA werden fast 295 kg von ursprünglichen 382 kg der Proben noch immer unberührt dort aufbewahrt. Aus Sicherheitsgründen wird eine kleinere Sammlung auf der Brooks Air Force Base in San Antonio, Texas aufbewahrt. Die meisten Steine werden in Stickstoff aufbewahrt, um sie vor Feuchtigkeit zu schützen. Sie werden nur indirekt mit Spezialwerkzeugen angefasst.
Nach der letzten Apollo-Mission (Apollo 17) wurden kleine Mondgestein-Proben in Acrylglas eingegossen. Zusammen mit der jeweiligen Nationalflagge, die von den Apollo-Astronauten zum Mond und wieder zurückgebracht wurde, wurden diese als „Goodwill Moon Rock“ bezeichneten Proben an 135 verschiedene Nationen verschenkt.
Mindestens eines dieser Stücke wurde später gestohlen, verkauft und wiedergefunden.
Einige kleine Stücke wurden auf Sockel montiert und an ehemalige Astronauten und andere verdiente Personen verschenkt. Andere Proben wurden an ausgewählte Museen gegeben, z. B. das National Air and Space Museum, das Kansas Cosmosphere and Space Center, und das Besucherzentrum am Kennedy Space Center. Dort ist es möglich, „ein Stück Mond zu berühren“, es handelt sich um ein kleines Stück Mondgestein, das in einem Pfeiler einzementiert ist, der in der Mitte eines für Besucher zugänglichen Tresorraums steht.
In Europa wurde Mondgestein erstmals 1970 im Schulungszentrum der Sternwarte Neanderhöhe Hochdahl ausgestellt. Heute ist Mondgestein in Deutschland im Haus der Geschichte in Bonn (282 g, von Apollo 12), im Rieskrater-Museum in Nördlingen (163 g, von Apollo 16), im Technik Museum in Speyer (177 g, von Apollo 15) und im Deutschen Museum in München („Goodwill Moon Rock“ von Deutschland) ausgestellt. In Liechtenstein ist „Goodwill Rock“ in der Schatzkammer des Landesmuseums ausgestellt, nachdem er beim Naturwissenschaftlichen Forum ausgestellt wurde. In Österreich sind verschiedene Mondgesteine im Meteoritensaal des Naturhistorischen Museums in Wien zu sehen: Neben dem „Goodwill Moon Rock“ von Österreich, einer 83,7 g schwere Probe von Apollo 15 sowie Proben von grünen und orangen Mondvulkan-Gläsern (von Apollo 15 bzw. Apollo 17) sind dort mehrere Mondmeteoriten mit einer Masse von bis zu 1,8 kg ausgestellt. Weiters ist eine 160 g schwere, von Apollo 15 aufgesammelte Probe in der Weltraumausstellung des Büros für Weltraumfragen der UN in Wien zu sehen.

## Philatelistisches
Mit dem Erstausgabetag 1. Juli 2019 hat die Deutsche Post AG in der Serie Mikrowelten ein Postwertzeichen im Nennwert von 80 Eurocent herausgegeben, das ein Stück Mondgestein in 30facher Vergrößerung zeigt. Die fotografische Darstellung stammt vom Pionier der Mikrofotografie Manfred P. Kage, der Entwurf des Postwertzeichens von der Grafikerin Andrea Voß-Acker aus Wuppertal.